# OCEZ
 (janvier 2010).
Si vous disposez d'ouvrages ou d'articles de référence ou si vous connaissez des sites web de qualité traitant du thème abordé ici, merci de compléter l'article en donnant les références utiles à sa vérifiabilité et en les liant à la section « Notes et références ».
L'OCEZ (Organisation Paysanne Emiliano Zapata, en castillan: Organización Campesina Emiliano Zapata) est une organisation de mouvement social chiapanèque fondée en 1981 par des petits propriétaires. Bien que son nom en soit proche, il ne faut pas la confondre avec l'Armée zapatiste de libération nationale (EZLN) ainsi qu'avec les nombreuses autres organisations qui portent également le nom d'Emiliano Zapata.  

## Histoire
L'OCEZ fut créée en 1980 dans le but d'unifier les luttes paysannes pour l'obtention de terres dans la région du municipe de Venustiano Carranza dans le centre de l'État du Chiapas. Les mobilisations paysannes dans cette zone avaient commencé en 1967 alors que des usufruitiers de terres (pour la plupart des héritiers de révolutionnaires qui avaient reçu ces terres des gouvernements précédents)refusaient de donner gratuitement à ces paysans de grandes étendues de terres qui avaient été transformées en ejidos en application de l'article 27 de la Constitution mexicaine. 
En 1972, des membres de la communauté de Venustiano Carranza construisirent un lieu de rencontre nommé la Casa del Pueblo (en français : Maison du Peuple).  En 1973, des paysans de la Casa del Pueblo occupent des bureaux du Ministère de l'agriculture dans la capitale de l'État Tuxtla Gutiérrez et s'emparent d'une partie des terres réclamées. Martínez Villatoro leader du mouvement, fut ensuite incarcéré quelques mois plus tard ses partisans exigèrent sa libération. 
Les paysans se soulevèrent à nouveau en 1974 contre le pouvoir des caciques (chefs indigènes souvent descendants de révolutionnaires, personnages influents concentrant le pouvoir dans les communautés paysannes). En 1974, les paysans reçurent conformément à la loi une compensation financière pour 2545 hectares de terres englouties par la construction du barrage de La Angostura. L'argent servit principalement à construire des structures dans la communauté, notamment des machines agricoles, des moulins et des moyens de transport.
En 1976, l'intervention de l'armée mexicaine fut décidée à la suite d'une occupation illégale de terres à grande échelle par le même groupe de paysans armés.
L'affrontement armé résulta dans la mort de deux paysans et sept soldats. 
En 1979, les locaux de la présidence municipale furent occupés et saccagés durant cinq jours afin de demander la fin de la répression, la reconnaissance de la part des autorités locales et le respect des décisions prises à la majorité dans les communautés paysannes, mais qui n'avaient pas de valeur légale à l'échelle de l'État ces organisations étant des associations privées. 
La même année, les leaders de la Casa del Pueblo se réunirent avec des membres d'autres communautés [Lesquelles ?] afin de former une organisation pour obtenir des terres.
L'OCEZ fut créée en 1981 et élargit ses revendications au niveau national à partir de 1981. 
En août 2009, à la suite d'une grève de la faim de nombreux [Combien ?] paysans, l'OCEZ s'empare de force d'une partie des terres réclamées.  
En septembre et octobre 2009, les leaders de l'OCEZ Jose Manuel Hernandez Martinez, Rocelio de la Cruz Gonzalez et Jose Manuel de la Torre Hernandez furent incarcérés à la suite d'une simulation d'enlèvement de la part des autorités sous des chefs d'accusation liés à l'occupation de terres. Ils furent libérés à la fin du mois de novembre à la suite de l'occupation par des paysans de l'OCEZ des locaux des Nations unies à San Cristobal de las Casas et le payement de leur caution par le gouvernement de l'État du Chiapas. 

### Orientation politique
Lors de sa création, l'OCEZ tenait des positions bien différentes des autres organisations paysannes présentes à l'époque au Chiapas et refusait toute coopération avec le gouvernement, ce qui l'empêchait d'obtenir légalement des terres. Cette organisation ne se rapprocha d'aucun parti politique comme ce fut le cas par exemple de la Confédération Indépendante des Travailleurs Agricoles et Paysans (CIOAC)très minoritaire. Cette organisation est emblématique du tournant pris dans les années 1970 par les revendications paysannes d'indépendance envers les logiques corporatistes du Parti révolutionnaire institutionnel (PRI) vis-à-vis de la paysannerie[non neutre].
À partir de 1981, l'organisation élargit ses revendications ainsi que son répertoire d'action. Elle organise des marches sur la capitale et des grèves de la faim en prison.